# Dawuan Kidul
Dawuan Kidul is een bestuurslaag in het regentschap Subang van de provincie West-Java, Indonesië. Dawuan Kidul telt 3867 inwoners (volkstelling 2010).